# A piacere (Wirtschaft)
A piacere (italienisch für „nach Belieben“) ist die Bezeichnung eines Wechsels, der zu einem beliebigen Zeitpunkt zahlbar sein soll.
Nach Art. 33 Wechselgesetz kann ein Wechsel kann gezogen werden auf Sicht (Sichtwechsel), auf eine bestimmte Zeit nach Sicht (Nachsichtwechsel), auf eine bestimmte Zeit nach der Ausstellung (Datowechsel) oder auf einen bestimmten Tag (Tagwechsel).  Wechsel mit anderen oder mit mehreren aufeinanderfolgenden Verfallzeiten sind nichtig. Der gezogene Wechsel muss die Verfallzeit enthalten (Art. 1 Nr. 4 WG).
Mit A piacere bezeichnete Wechsel werden als Sichtwechsel betrachtet, da die Angabe einer bestimmten Verfallzeit fehlt.